# Temple de Sérapis (Quirinal)

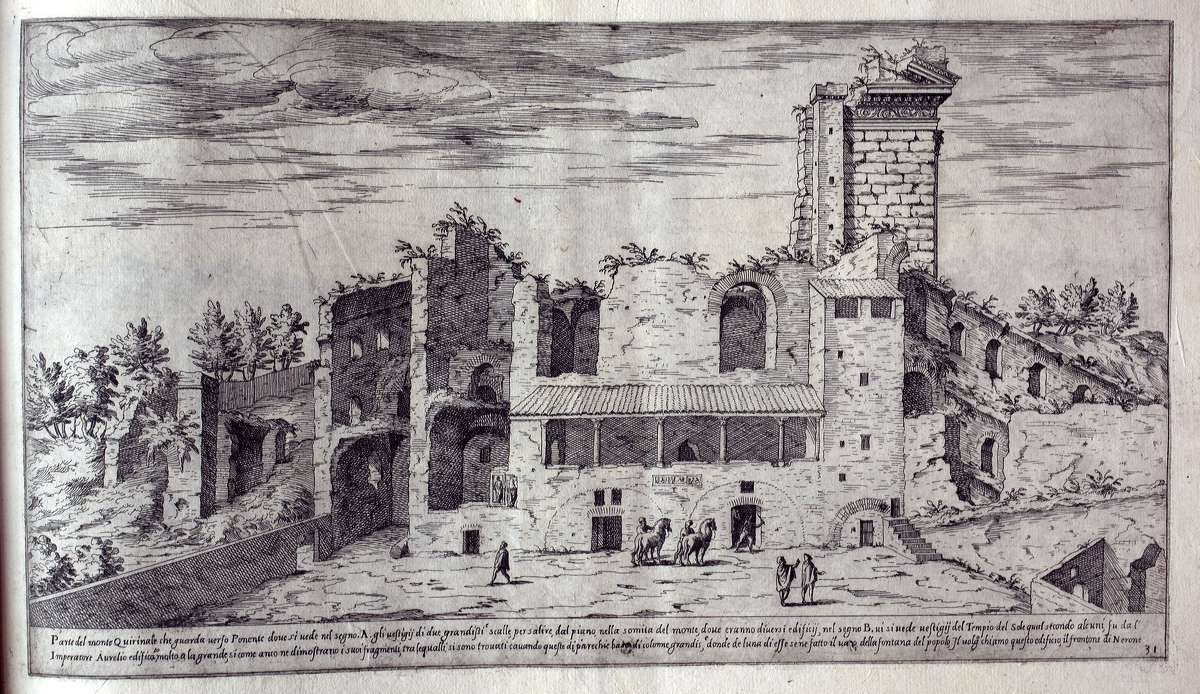
Gravure d' Étienne Dupérac (1575) montrant les ruines et l'un des bâtiments du Palazzo Colonna construit dessus.

Le temple de Sérapis, également connu sous le nom de Sérapeum de Rome, était un somptueux temple dédié au dieu Sérapis situé sur la colline du Quirinal, dans le Rione Trevi de Rome. Les quelques vestiges qui existent encore sont visibles aujourd'hui entre le Palais Colonna et l'Université Pontificale Grégorienne, dans le Jardin du Palais Colonna.

## Histoire
Le sanctuaire, qui se dressait entre l'actuelle Piazza della Pilotta et la Piazza del Quirinale, a été consacré par l'empereur romain Caracalla sur le versant ouest du Quirinal selon une inscription et était l'un des plus grands et des plus riches de Rome, occupant une superficie de 13 320 m2 (135 x 98 mètres). Il est probable qu'il s'agissait de la reconstruction d'un sanctuaire dynastique de la dynastie flavienne fondé antérieurement.

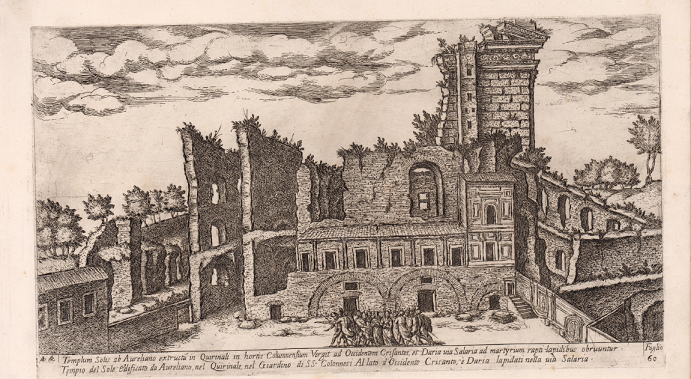
Vue des Ruines en 1616 gravées par Aloisio Giovannolli.

L'interdiction de tous les cultes païens dans l'Empire byzantin imposée par les décrets théodosiens à la fin du IVe siècle a mis fin au culte de Sérapis et d'Isis à Rome et a contribué à transformer la colline du Quirinal en une gigantesque carrière de récupération de marbres précieux et autres éléments architecturaux richement travaillés : des vestiges du temple ont été récupérés jusqu'à la Piazza del Grillo et la Via dei Due Macelli. Selon Pirro Ligorio, l'église de San Silvestro al Quirinale a été construite sur le terrain où se trouvait le temple.

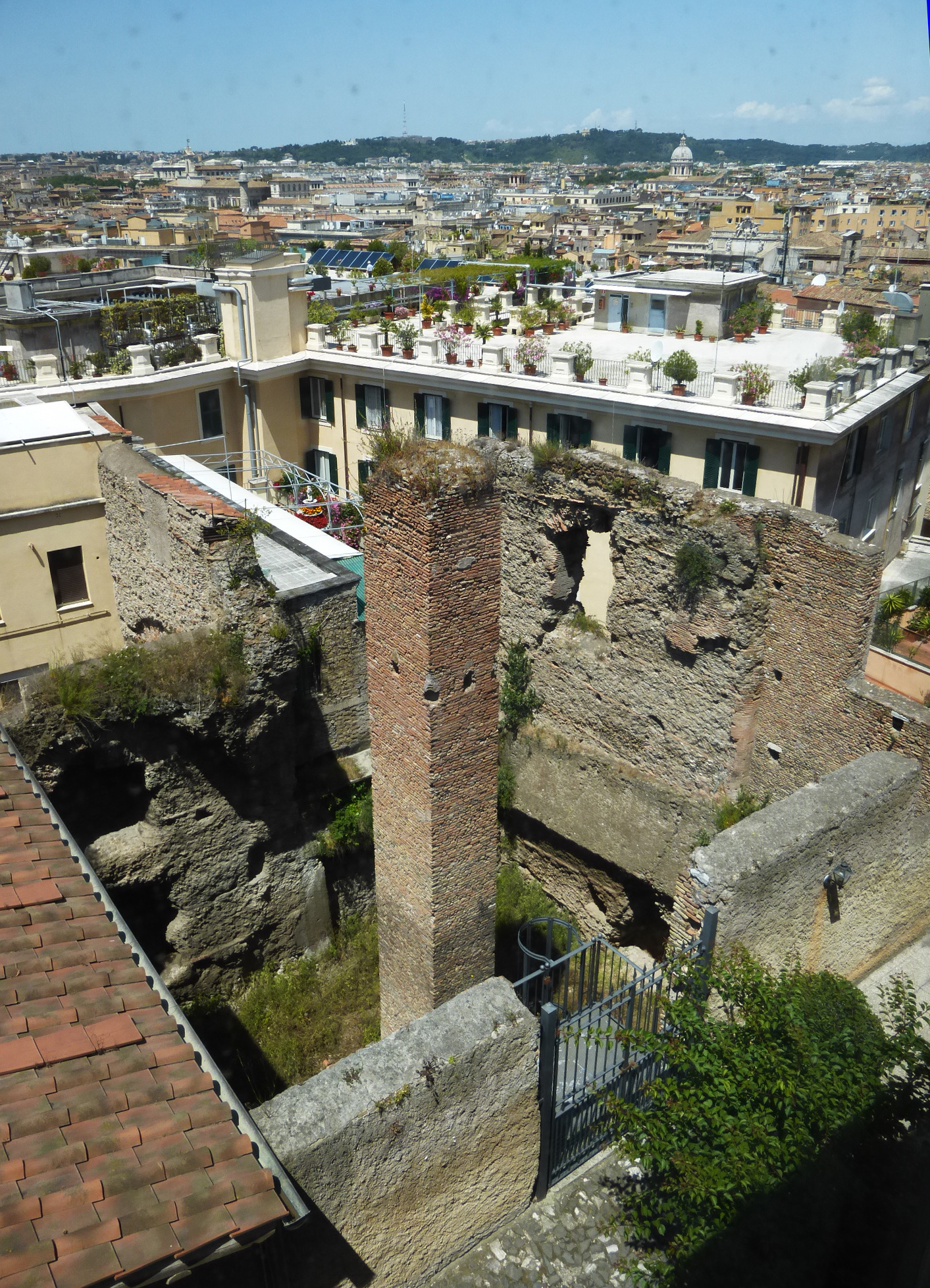
Vue des ruines.

La famille Colonna a intégré les ruines du temple dans son propre complexe de fortifications au Moyen Âge. À côté des anciens murs, ils ont construit une tour connue sous le nom de Torre Mesa (ou mezza, probablement parce qu'elle était penchée). Au XVIe siècle, on croyait que l'empereur Néron avait observé l'incendie de 64 apr. J.-C. de cette tour (et non de la tour qui se dressait dans le Jardin de Mécène, sur l'Esquilin, comme on le croit actuellement).
Les ruines du temple et de la tour Mesa ont été démolies par le duc Filippo I Colonna en 1630 afin qu'il puisse utiliser les matériaux. Ce n'est qu'alors que l'on découvrit que l'entablement avait été taillé dans un seul bloc de marbre (qui se cassa en deux lors de la chute). L'un d'eux, d'environ 100 tonnes et de plus de 34 mètres m3, est le plus grand de Rome. Ses dimensions étaient telles que Filippo Colonna les laissa en place, au milieu du jardin du palais. De ce temple proviennent également les deux statues des dieux fluviaux — le Nil et le Tibre — qui ont été placées par Michel-Ange devant le Palazzo Senatorio sur sa Piazza del Campidoglio.

## Description

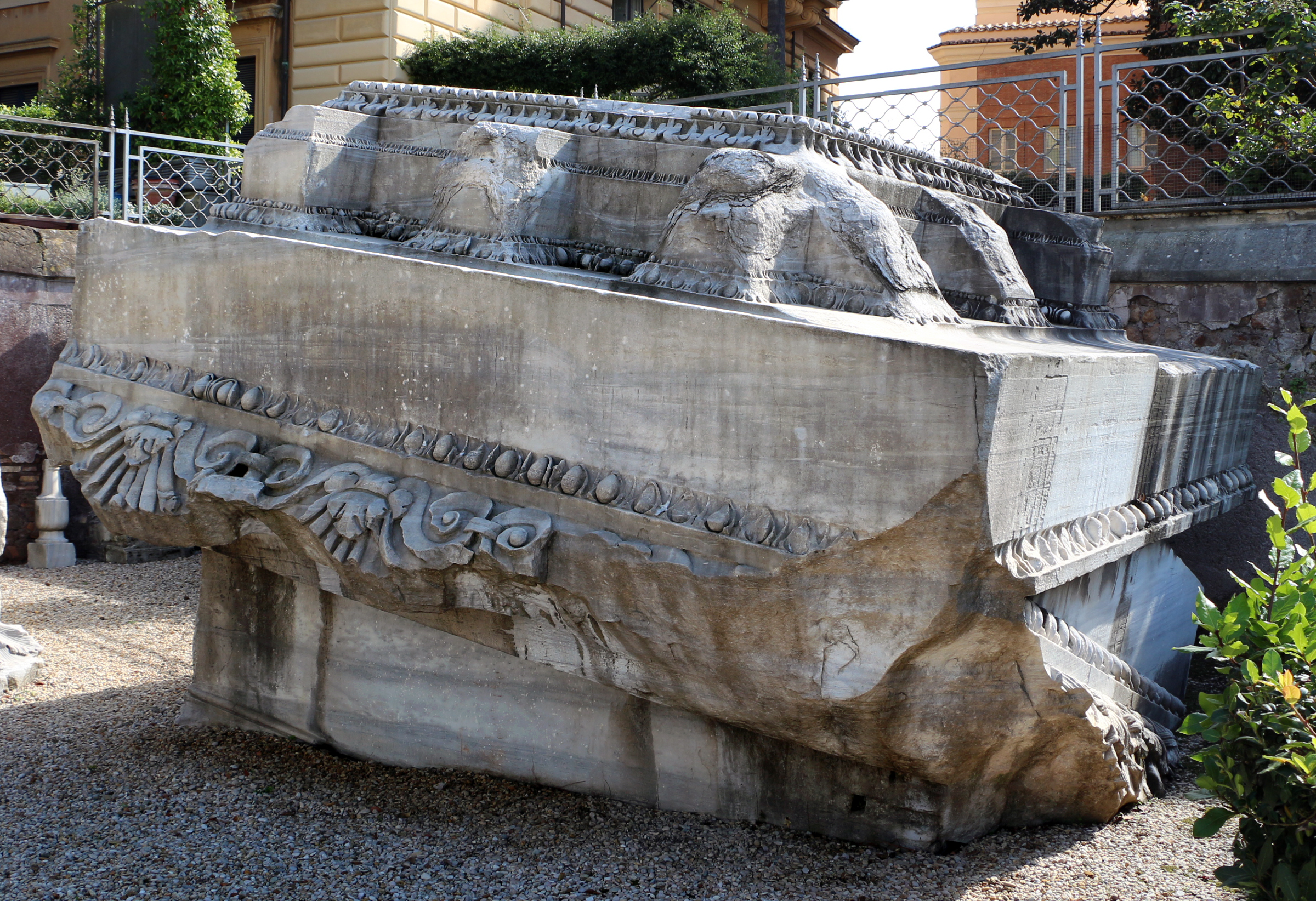
Restes d'une colonne visibles encore aujourd'hui dans le Jardin du Palais Colonna.

Le Sérapeum se composait d'une grande cour à colonnades et du sanctuaire proprement dit, orné de statues et d'obélisques. Un grand escalier menait au bâtiment, qui était au sommet d'une élévation naturelle. Les colonnes mesuraient 21,17 mètres de haut et environ deux mètres de diamètre chacune,.